# Hermann Schülein
Hermann Schülein, ab 1936 Schuelein, (geboren 24. Januar 1884 in München; gestorben 15. Dezember 1970 in New York) war Brauereidirektor in München und New York.

## Leben
Hermann Schülein war zweiter Sohn des jüdischen Brauereibesitzers Joseph Schülein und der Ida Baer.
1910 schreibt er seine Doktorarbeit an der juristischen Fakultät in Erlangen über „Die Rechtsform der Kartelle“.
1911 wurde er Direktor der Unionsbrauerei Schülein & Cie, der Brauerei seines Vaters. 1913 heiratete er Luise Fanny Levy.
Am 5. Januar 1921 fusionierte er das Unternehmen mit der Löwenbräu AG, deren Vorstandsvorsitzender er wurde.
In den folgenden Jahren entwickelte Schülein den Löwenbräu zu Bayerns größter Brauerei.
Im November 1935 musste der Jude Schülein auf Druck der Nationalsozialisten seinen Posten aufgeben.
Am 12. Dezember 1935 verließ er Deutschland und flüchtete über die Schweiz in die USA.
In New York wurde Hermann Schülein bereits 1936 Managing Director der Liebmann Brauerei, bekannt durch die Marke Rheingold. Nach dem Krieg blieb Schülein in den USA, pflegte aber intensive persönliche und geschäftliche Kontakte in Deutschland. Seit 1927 war er Mitglied des FC Bayern München und förderte den Verein auch nach dem Krieg. Außerdem unterstützte er den Wiederaufbau seiner Heimatstadt München, die er regelmäßig besuchte.